# بنیتو پرز گالدوس
بنیتو پرز گالدوس (به اسپانیایی: Benito Pérez Galdós)، رمان‌نویس، نمایشنامه‌نویس و سیاست‌مدار اسپانیایی در دهم مه ۱۸۴۳ در لاس پالماس واقع در جزایر قناری به دنیا آمد و در چهارم ژانویهٔ ۱۹۲۰ در مادرید چشم از جهان فروبست.
صد سال از مرگ بنیتو پرث گالدوس، رمان‌نویس، نمایشنامه‌نویس و روزنامه‌نگار اسپانیایی می‌گذرد؛ کسی که بدون شک بزرگ‌ترین نویسنده رئالیست اسپانیایی و همچنین مهم‌ترین نویسنده اسپانیایی پس از سروانتس است.
وجه مشترک آثار این دو نویسنده بزرگ، به‌کارگیری جنون در شخصیت‌های داستانی‌شان است. «نازارین» مثل «دون کیشوت» نمی‌خواهد باور کند که واقعیت همان واقعیت است. در واقع، هر دو نویسنده، با آثار ادبی، به جنگ توهمات رفته‌اند.
با این حال، بنیتو پرث گالدوس، به دلیل محدودیت‌هایی که در دوران خودش برای انتشار آثارش وجود داشت، به شهرتی که هم‌ترازانش در دیگر کشورها مثل دیکنز، بالزاک، فلوبر، تولستوی و داستایوفسکی رسیده بودند، نرسید.
ضمن این‌که در دوران دیکتاتوری فرانکو نیز چاپ آثار او در قطع جیبی و ارزان‌قیمت، که موجب دسترسی آسان و فروش بالای کتاب‌ها می‌شود، ممنوع بود.
مشخص نبود اگر دهه‌ها بعد از مرگ پرث گالدوس، لوئیس بونوئل، کارگردان مشهور اسپانیایی، برخی از رمان‌های او به‌ویژه رمان معروف «نازارین» (ناصری) را به فیلم تبدیل نمی‌کرد و فیلم‌های اقتباسی «تریستانا» و «ویریدیانا» را نمی‌ساخت، اکنون چه سرنوشتی در انتظار آثار پرث گالدوس بود.
بونوئل در خاطراتش می‌نویسد: «من در نظر داشتم همه آثار گالدوس را به فیلم برگردانم. این طرح مثل خیلی از نقشه‌های دیگر هرگز عملی نشد. حوادثی که اروپا را به آتش کشید، مرا سال‌ها از کار سینما دور کرد.»
همچنین کتاب «رئالیست‌ها»، نوشته چارلز پرسی اسنو معروف به سی.پی. اسنو، نویسنده انگلیسی، در معرفی پرث گالدوس به جهانیان بسیار کمک کرد. سی.پی. اسنو در این کتاب، به بررسی آثار هشت رمان‌نویس رئالیست بزرگ جهان پرداخت: استاندال، بالزاک، دیکنز، داستایوفسکی، تولستوی، پرث گالدوس، هنری جیمز، و مارسل پروست.
بنیتو پرث گالدوس که به ویژه در آثار ابتدایی‌اش بخش‌هایی از تاریخ اسپانیا را به تصویر کشیده، بعداً به کارهای ادبی خود چارچوب دیگری بخشید.
او با مجموعه آثار «اپیزودهای ملی» (۴۶ جلد) که در فاصله سال‌های ۱۸۷۳ تا ۱۹۱۲ نوشت، توجه هموطنان خود را برانگیخت و با مجموعه آثار «رمان‌های معاصر اسپانیایی» که در فاصله سال‌های ۱۸۸۱ تا ۱۹۰۵ نوشت، در جهان به شهرت رسید. نازارین که در سال ۱۸۹۵ نوشته شد، یکی از رمان‌های مجموعه دوم است؛ مجموعه‌ای که برخی منتقدان، آن را با «کمدی انسانی» بالزاک مقایسه می‌کنند.
او در مجموع، در نیم قرنی که بر نوشتن تمرکز کرده بود، ۷۷ رمان که برخی از آنها شاهکارهای ادبیات اسپانیا به شمار می‌روند، ۲۴ نمایشنامه و نزدیک ۲۰ جلد داستان‌های کوتاه و مقاله و سفرنامه نوشت و بی‌شمار شخصیت داستانی خلق کرد. همچنین بر نسل‌هایی از نویسندگان اسپانیایی‌زبان آمریکای لاتین تأثیرگذار بود و برخی از آنان را به جهان ادبیات معرفی کرد.
طرح جلد دومین چاپ از نازارین با ترجمه کاوه میرعباسی/ نشر مرکز
طرح جلد دومین چاپ از نازارین با ترجمه کاوه میرعباسی/ نشر مرکز
در ایران نیز این نویسنده خیلی دیر به فارسی‌زبانان معرفی شد. در حالی که قدمت ترجمه بسیاری از آثار کلاسیک انگلیسی‌زبان و فرانسوی‌زبان به دست‌کم هفتاد هشتاد سال پیش می‌رسد، اما خوانندگان ایرانی‌ برای این که با بنیتو پرث گالدوس آشنا شوند تا حدود سال ۱۳۸۰ صبر کردند.
اولین کتابی که از پرث گالدوس به فارسی ترجمه شد، «نازارین» بود؛ همانی که بونوئل به شهرت رسانده بودش. ترجمه این کتاب در سال ۱۳۷۹ منتشر شد و دو سال بعد نیز رمان دیگری از این نویسنده با عنوان «پارساترین بانوی شهر» در سال ۱۳۸۱ در انتشارات طرح نو به چاپ رسید.
کاوه میرعباسی، مترجم برخی آثار اسپانیایی‌زبان، در مقدمه‌ای که بر این کتاب‌ها نوشت، تأکید کرد که تا آن موقع حتی مقاله یا مطلب مستقلی نیز درباره این نویسنده بزرگ در ایران نوشته و منتشر نشده و فقط در برخی مقالات به نام یا آثار او اشاره‌ای شده بود.
میرعباسی بعداً در نشستی در تهران با عنوان «شناختی از ادبیات اسپانیایی» که به بررسی وضعیت آثار بنیتو پرز گالدوس اختصاص داشت، نیز درباره این گمنامی نسبی پرث گالدوس گفت: «با توجه به استقبال خوبی که از آثار گالدوس در اسپانیا شد، اما این آثار خیلی دیر به علاقه‌مندان ادبیات سایر کشورها معرفی شد، چراکه ادبیات آن سال‌های اسپانیا در کانون توجه قرار نداشت.»
گذار از رمانتیسم محلی به رئالیسم جهانی
بنیتو پرث گالدوس در دهم مه ۱۸۴۳ در لاس پالماس در جزایر قناری به دنیا آمد و پس از پایان تحصیلات ابتدایی و دبیرستان، در ۱۸۶۲ برای تحصیل در رشته حقوق به مادرید رفت. او تابستان سال بعد، برای گذراندن تعطیلات نزد خانواده‌اش به جزایر قناری بازگشت، اما پس از آن دیگر هیچ‌گاه چشم‌اندازهای زیبای زادگاه و دوران کودکی‌اش را ندید و همواره در مادرید زندگی کرد.
در مادرید، برای این که اجاره کمتری بپردازد، در خانه افراد فقیر و کم‌درآمد مستقر شد. زندگی همراه با این طبقه اجتماعی، شرکت در جلسات هنری که در کافه‌های مادرید برگزار می‌شد و همچنین پرسه زدن در کوچه‌پس‌کوچه‌های پاریس، بعداً برای او به منبعی سرشار برای نوشتن تبدیل شد و او این فضاها را با دقت و موشکافی خیره‌کننده در رمان‌هایش توصیف کرد.
در مه ۱۸۶۷، با یکی از عموهایش برای بازدید از نمایشگاه جهانی پاریس به این شهر سفر کرد. او در پاریس رمان «اوژنی گرانده» نوشته بالزاک را از یکی از دستفروشان کنار رود سن خرید و با خواندنش مجذوب شیوه داستانگویی این نویسنده فرانسوی شد، با این حال هیچ وقت از او تقلید نکرد.
هنگامی که ملکه ایزابلای دوم اسپانیا در جریان انقلابی در سال ۱۸۶۸ از قدرت کنار گذاشته شد، پرث گالدوس مشغول سفر به دور فرانسه بود. علاوه بر این که او در این انقلاب حضوری نداشت، از شرکت در محافل انقلابی پیش از این انقلاب نیز خودداری کرده بود.

با این حال، در اولین رمان خود که با عنوان «چشمه زرین» در جریان همین حوادث نوشت اما در سال ۱۹۷۰ منتشر شد، جلسات محافل جمهوری‌خواه را که در آن ایده‌های ترقی‌خواهانه مطرح می‌شد، به خوبی توصیف می‌کند. این کتاب که در آن، نویسنده علاقه‌اش به سبک رئالیسم را نشان داده، با استقبال خوب مخاطبان همراه شد، چراکه رئالیسم خیلی دیر به اسپانیا آمده بود و تجربه چنین فضایی برای مخاطب اسپانیایی جذاب بود.
در آن موقع، ادبیات اسپانیا تحت تسلط نوعی ادبیات بومی رمانتیک قرار داشت، اما پرث گالدوس پنجره‌های جدیدی رو به این ادبیات گشود. او تحصیل در رشته حقوق و کار در رشته روزنامه‌نگاری را رها کرد و همه وقت خود را به نوشتن اختصاص داد و به زندگی عارفانه‌ای روی آورد.
او یکی از دشمنان کلیسا بود، با این حال مسیحیت و انجیل از منابع الهام او برای نوشتن بود. شخصیتی که او در رمان نازارین خلق کرده، با خواندن انجیل به تقلید زندگی مسیح برانگیخته می‌شود. اما در آخر رمان، حافظان نظم اجتماعی، نازارین را آنارشیستی خطرناک می‌خوانند و در بند می‌کشند. پرث گالدوس برای خلق شخصیت نازارین از پرنس میشکین، شخصیت اصلی رمان «ابله» داستایفسکی، نیز الهام گرفته بود.
منتقدان این رمان را «تجلی تضادهای جامعه اسپانیایی اواخر سده نوزدهم در ارتباط با مقوله تجدد» می‌خوانند. به همین دلیل است که گالدوس همواره مورد خشم و غضب نشریات کاتولیک بود.
پرث گالدوس در سال ۱۸۹۷ به عضویت آکادمی سلطنتی اسپانیا درآمد و در سال ۱۹۰۷ به عنوان نماینده جمهوری‌خواه وارد پارلمان اسپانیا شد. اما نام این نویسنده بر اثر فشارهای سیاسی از فهرست نامزدهای جایزه نوبل سال ۱۹۱۲ خارج شد. در همان سال بینایی خود را از دست داد، اما با کمک یک منشی به خلق آثار ادبی خود همچنان تا روزهای پایانی عمرش در ۷۶ سالگی ادامه داد.
بنیتو پرث گالدوس از آن‌جا که بسیار دست‌ودل‌باز بود، در سال‌های پایانی عمرش دیگر ثروت چندانی نداشت و نمایشنامه‌هایی می‌نوشت تا بدهی‌هایش را پرداخت کند؛ درست مثل بالزاک، همتای فرانسوی‌اش.
لوئیس بونوئل که فقط یک بار، آن هم در اواخر عمر، به دیدارش رفته بود، او را چنین توصیف کرده است: «در حقيقت من تنها یک بار او را در خانه‌اش ديدم. بسيار پير و تقريباً نابينا شده بود. كنار دستش منقلی قرار داشت و روی زانو پتو انداخته بود.»

## کتابشناسی
برخی از آثار وی عبارتند از:
- ایپیزودهای ملی
- زن دیوانه خانه
- پدربزرگ
- الکترا
- دوشیزه سان کوینتین
- پدرو مینیو
- سلیا در محلات فقیرنشین
- سلیمان خسیس
- نیروی اراده
- ماریوشا
- خواهر سیمونا
- متهمین
- روح و زندگی باربارا
- اخراج قوم مور
- چشمه طلایی
- وقایع ملی
- فورتوناتا
- خاسینتا
- رحمت
- انخل گرا
- واقعیت